# Кубічна піраміда

Проєкція кубічної піраміди, що обертається, в тривимірний простір

Ортогональна двовимірна проєкція обертової правильногранної кубічної піраміди

Кубі́чна пірамі́да — чотиривимірний многогранник (багатокомірник): многогранна піраміда, що має основою куб.

## Опис
Обмежена 7 тривимірними комірками — 6 квадратними пірамідами та 1 кубом. Кубічна комірка оточена всіма шістьма пірамідальними; кожна пірамідальна комірка оточена кубічною та чотирма пірамідальними.
Має 18 граней — 6 квадратів і 12 трикутників. Кожна квадратна грань поділяє кубічну та пірамідальну комірки, кожна трикутна — дві пірамідальні.
Має 20 ребер. На кожному ребрі сходяться по три грані і по три комірки: для 12 ребер це дві квадратні і трикутна грані, кубічна і дві пірамідальних комірки; для решти 8 ребер — три трикутні грані, три пірамідальні комірки.
Має 9 вершин. У 8 вершинах сходяться по 4 ребра, по 6 граней (три квадратні, три трикутні) і по 4 комірки (кубічна, три пірамідальних); у 1 вершині — 8 ребер, всі 12 трикутних граней і всі 6 пірамідальних комірок.

## Правильногранна кубічна піраміда
Якщо всі ребра кубічної піраміди мають рівну довжину {\displaystyle a}, всі її грані є правильними многокутниками. Чотиривимірний гіпероб'єм та тривимірна гіперплоща поверхні такої піраміди відповідно становлять
{\displaystyle V_{4}={\frac {1}{8}}\;a^{4}=0{,}1250000a^{4},}
{\displaystyle S_{3}=\left(1+{\sqrt {2}}\right)a^{3}\approx 2{,}4142136a^{3}.}
Висота піраміди при цьому дорівнює
{\displaystyle H={\frac {1}{2}}\;a=0{,}5000000a,}
радіус описаної гіперсфери (що проходить через усі вершини багатокомірника) -
{\displaystyle R=a=1{,}0000000a,}
радіус більшої напіввписаної гіперсфери (що дотикається до всіх ребер у їхніх серединах) -
{\displaystyle \rho _{1}={\frac {\sqrt {3}}{2}}\;a\approx 0{,}8660254a,}
радіус меншої напіввписаної гіперсфери (що дотикається до всіх граней)
{\displaystyle \rho _{2}={\frac {1}{2}}\left({\sqrt {6}}-{\sqrt {2}}\right)a\approx 0{,}5176381a,}
радіус вписаної гіперсфери (що дотикається до всіх комірок) -
{\displaystyle r={\frac {1}{2}}\left({\sqrt {2}}-1\right)a\approx 0{,}2071068a.}
Центр вписаної гіперсфери розташовується всередині піраміди; центри описаної та більшої напіввписаної гіперсфер — в одній і тій самій точці поза пірамідою, симетричній вершині піраміди відносно її основи; центр меншої напіввписаної гіперсфери — в іншій точці поза пірамідою.
Таку піраміду можна отримати, взявши опуклу оболонку будь-якої вершини двадцятичотирьохкомірника і всіх 8 сусідніх вершин, з'єднаних із нею ребром.
Кут між двома суміжними пірамідальними комірками дорівнюватиме {\displaystyle 120^{\circ },} як і між суміжними октаедричними комірками у двадцятичотирьохкомірнику. Кут між кубічною коміркою і будь-якою пірамідальною становитиме {\displaystyle 45^{\circ }.}

## У координатах
Правильногранну кубічну піраміду з довжиною ребра {\displaystyle 2} можна розмістити в декартовій системі координат так, щоб її вершини мали координати
- {\displaystyle \left(\pm 1;\;\pm 1;\;\pm 1;\;0\right),}
- {\displaystyle \left(0;\;0;\;0;\;1\right).}

При цьому центри описаної та більшої напіввписаної гіперсфер розташовуватимуться в точці {\displaystyle (0;\;0;\;0;\;-1),} центр меншої напіввписаної гіперсфери — у точці {\displaystyle (0;\;0;\;0;\;{\sqrt {3}}-2),} центр вписаної гіперсфери — у точці {\displaystyle (0;\;0;\;0;\;{\sqrt {2}}-1).}

## Заповнення простору
Тесеракт можна розрізати на 8 однакових правильногранних кубічних пірамід (з вершинами в центрі тесеракта і основами на його восьми кубічних комірках) — подібно до того, як куб розрізають на 6 квадратних пірамід (які, однак, у цьому випадку правильногранними не будуть).
А оскільки тесерактами можна замостити чотиривимірний простір без проміжків і накладень, правильногранна кубічна піраміда теж є багатокомірником, що заповнює чотиривимірний простір.
Довести це можна й інакше: розрізавши двадцятичотирьохкомірник (який також заповнює чотиривимірний простір) на 16 однакових правильногранних кубічних пірамід.